# Toyin Falola

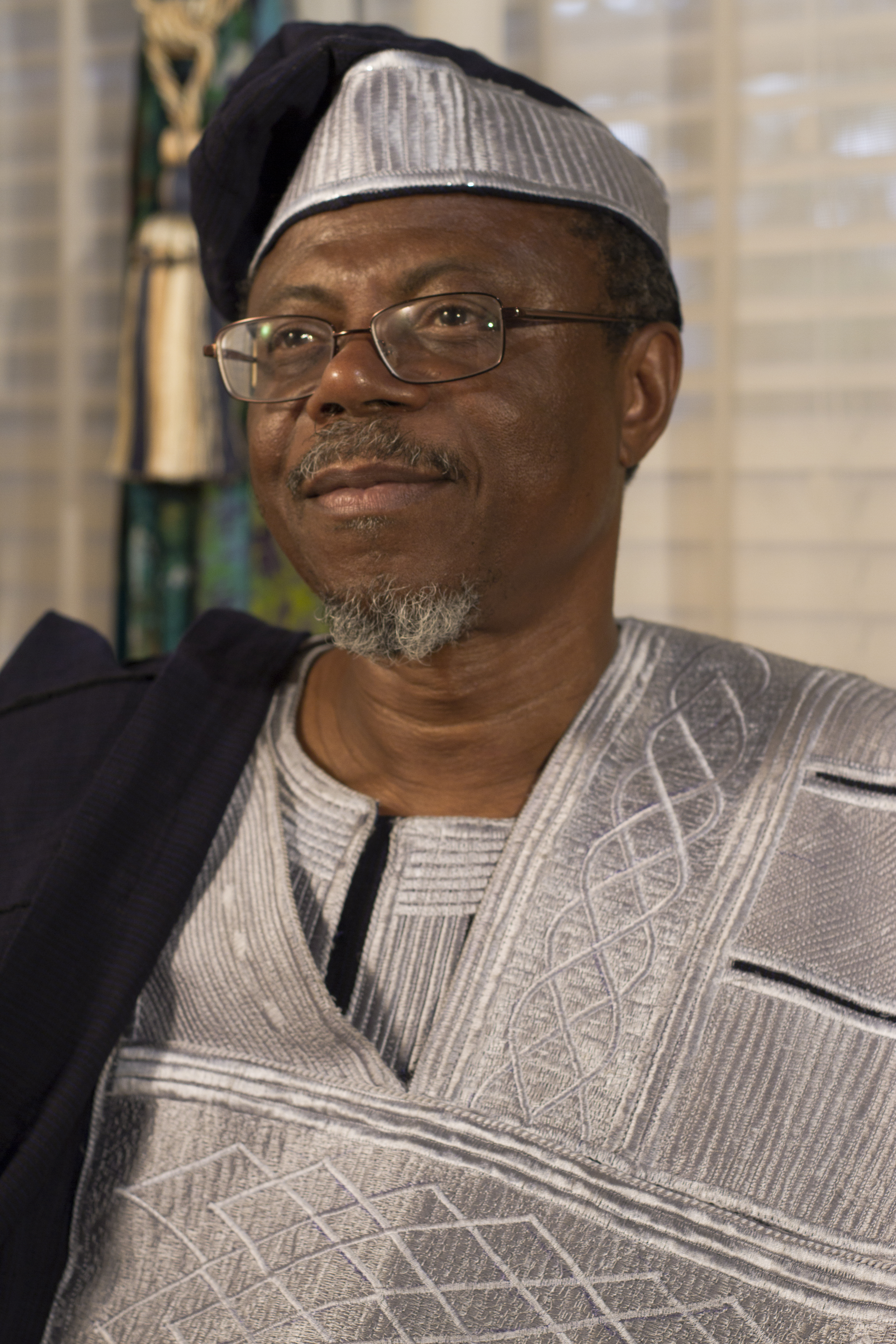
Toyin Falola em 2011.

Toyin Omoyeni Falola (Ibadã, 1 de janeiro de 1953) é um historiador e professor de Estudos Africanos. É membro da Sociedade Histórica da Nigéria, da Academia Nigeriana de Letras, e foi presidente da Associação de Estudos Africanos.
Atualmente é titular da Cátedra Jacob e Frances Sanger Mossiker em Humanidades na Universidade do Texas, em Austin.

## Biografia

### Formação e atuação
Nasceu em 1 de janeiro de 1953, em Ibadã, Nigéria. Formou-se em História pela Universidade de Ifé (atualmente denominada Universidade Obafemi Awolowo), em Ifé. Posteriormente realizou doutorado, concretizando-o em 1981, pela mesma instituição.
Começou sua carreira na docência em Pahayi, estado de Ogum, em 1970. Em 1981 assumiu o cargo de professor na Universidade de Ifé. Na década de 1990 ingressou no corpo docente da Universidade do Texas, em Austin, também tendo atuado na Universidade de Cambridge, na Universidade de York, no Smith College, em Massachusetts, na Universidade Nacional da Austália, e no Instituto Nigeriano de Assuntos Internacionais.
Atua como editor da Cambria African Studies Series, segmento da Cambria Press.

## Pesquisa
O objeto principal da pesquisa histórica de Toyin Falola é a história africana desde o século XIX, tendo por fundamentação teórica a Escola de Ibadan. Suas áreas geográficas de análise incluem a África, a América Latina e os Estados Unidos da América, abordando temas como história atlântica, diáspora e migração, imperialismo e globalização, intelectualidade africana e cultura.

### Publicações
- The yoruba from prehistory to the present. Cambridge University Press, 2019. Conjuntamente a Aribidesi Usman.[9]
- Historical Dictionary of Nigeria. Rowman & Littlefield Publishers, 2018. Conjuntamente a Ann Genova, Matthew M. Heaton.[10]
- The African Diaspora: Slavery, Modernity, and Globalization. University of Rochester Press, 2013.[11]
- Nigeria, Nationalism, and Writing History. University of Rochester Press, 2010. Conjuntamente a Saheed Aderinto.[12]
- A History of Nigeria. Cambridge University Press, 2008. Conjuntamente a Matthew M. Heaton.[13]
- Nationalism and African Intellectuals. University of Rochester Press, 2004.[14]
- The Power of African Cultures. University of Rochester Press, 2003.[15]
- The foundations of Nigério. Africa World Press, 2003.[16]
- The history of Nigeria. Bloomsbury Academic, 1999.[17]
- Yoruba Gurus: Indigenous Production of Knowledge in Africa. Africa World Press, 1999.[18]
- Violence in Nigeria: the crisis of religious politics and secular ideologies. University of Rochester Press, 1998.[19]

### Publicações em português
- O poder das culturas africanas. Editora Vozes, 2020.

## Honrarias
Recebeu cerca de 13 títulos de doutor honoris causa, em diversas universidades pelo mundo.
- Professor Emérito de Humanidades, da Universidade de Ibadan;[20]
- Prêmio Lincoln;[21]
- Prêmio Acadêmico da Diáspora Nigeriana;[22]
- Prêmio Cheikh Anta Diop;[23]
- Prêmio Amistad;[24]
- Prêmio SIRAS por Contribuição Extraordinária aos Estudos Africanos;[25]
- Prêmio Africana Studies Distinguished Global Scholar pelo conjunto de sua obra;[26]
- Membro da Academia Nigeriana de Letras;[27]
- Membro da Sociedade Histórica da Nigéria e do Prêmio Distinguido Africanista.[28]